# Trichonta facilis
Trichonta facilis är en tvåvingeart som beskrevs av Gagne 1981. Trichonta facilis ingår i släktet Trichonta och familjen svampmyggor. Arten är reproducerande i Sverige. Inga underarter finns listade i Catalogue of Life.